# Canteloup (Manche)
Canteloup ist eine französische Gemeinde mit 216 Einwohnern (Stand: 1. Januar 2022) zum Département Manche in der Region Normandie. Sie gehört zum Arrondissement Cherbourg und zum Kanton Val-de-Saire. 

## Lage
Die Gemeinde legt auf der Halbinsel Cotentin in der Landschaft Val de Saire. Nachbargemeinden sind Clitourps im Nordwesten, Valcanville im Nordosten, Le Vast im Südosten und Brillevast (Berührungspunkt) im Südwesten.

## Bevölkerungsentwicklung
| Jahr      | 1962 | 1968 | 1975 | 1982 | 1990 | 1999 | 2008 | 2018 |
| --------- | ---- | ---- | ---- | ---- | ---- | ---- | ---- | ---- |
| Einwohner | 175  | 167  | 155  | 174  | 189  | 174  | 175  | 208  |

## Sehenswürdigkeiten

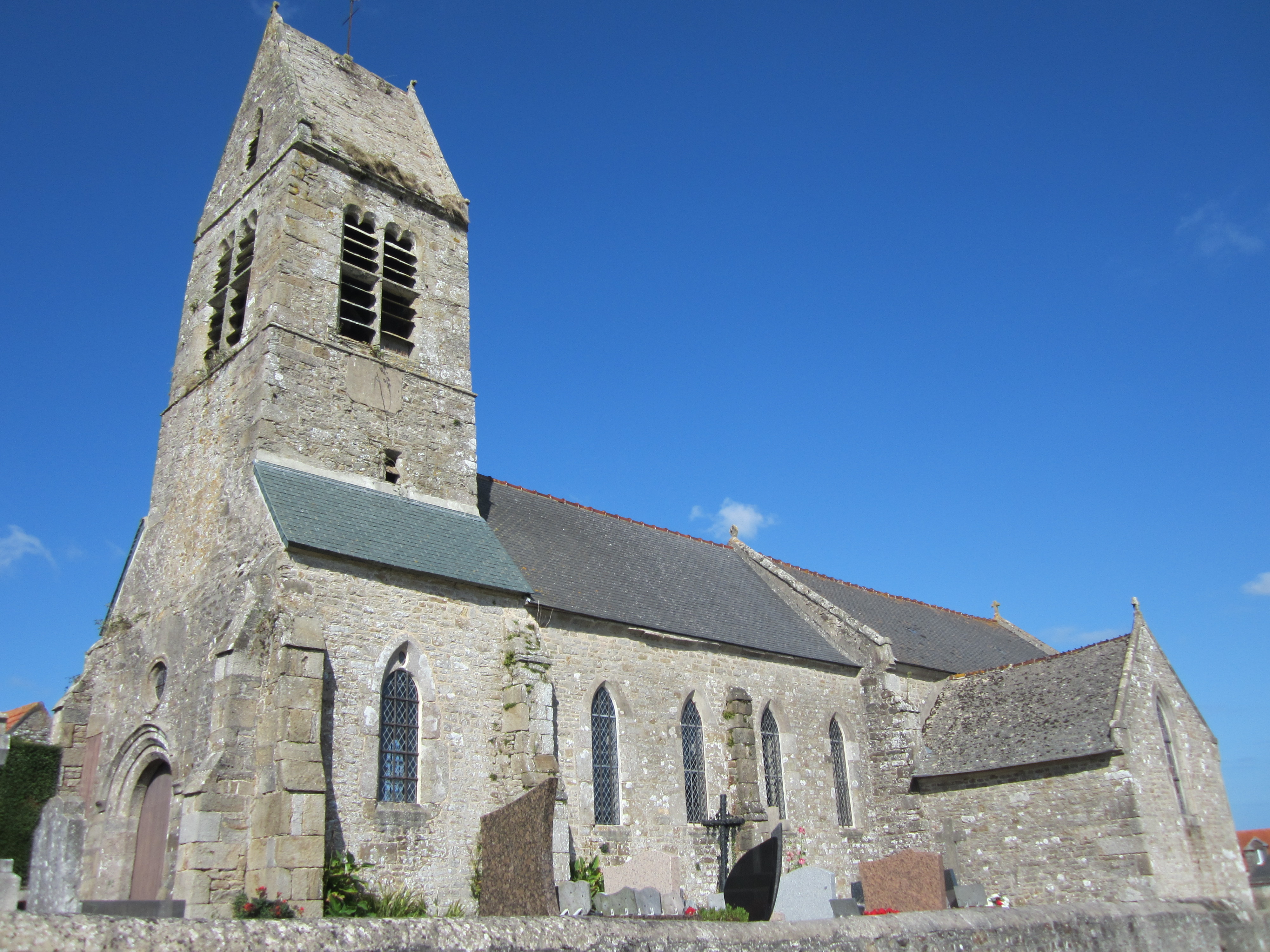
Kirche Saint-Martin

- Oratorium
- Kirche Saint-Martin